# KTM (オートバイ)
KTM（ケーティーエム）、正式名称：KTM Sportmotorcycle GmbH（ケーティーエム・スポーツモーターサイクル）は、オーストリアオーバーエスターライヒ州ブラウナウ・アム・イン郡マッティクホーフェンに本拠を置くオートバイ、モペッドの製造会社である。

## 概要

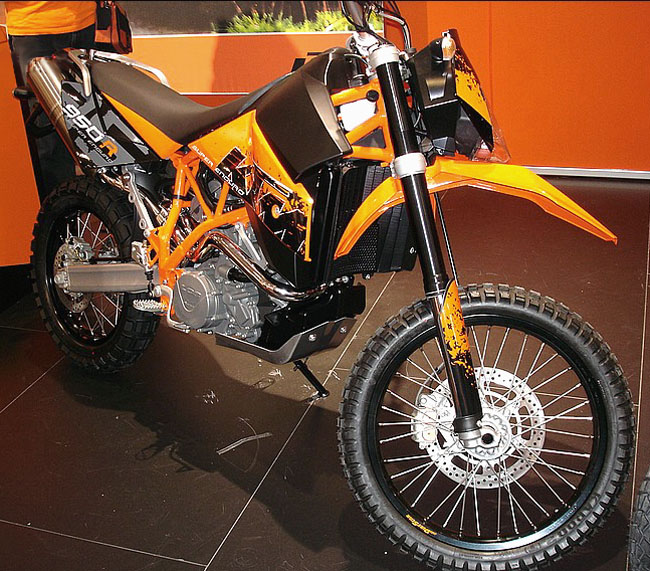
950スーパーエンデューロ

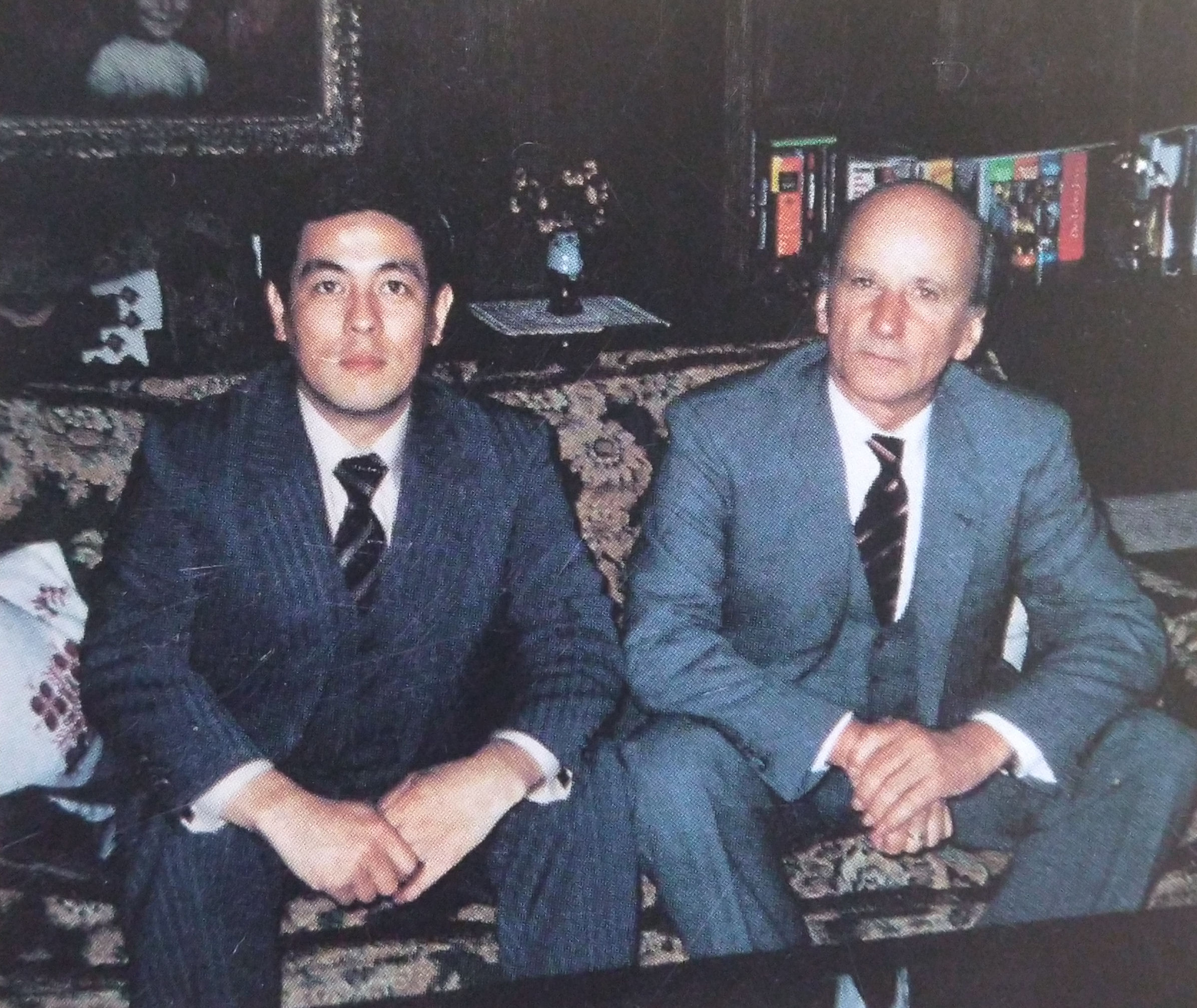
KTM社長のエーリッヒ・トゥルンケンポルツ（右）と西山俊樹（1985年頃）

収益は2023年時点で世界第5位、欧州メーカーとしては1位の規模。世界21か国の販売子会社と2か所（ドバイとニュージーランド）の合弁会社、1,700の独立系ディーラーや輸入業者を通じて、70か国以上で販売している。
資本構造はオーストリアのピエラ・インダストリーズ傘下で、インドのバジャージ・オートが半数の株を持つピエラ・モビリティAGの完全子会社である、KTM AGの子会社という形を取っている。スウェーデン発祥のオートバイメーカーハスクバーナ・モーターサイクルズとスペインのオートバイメーカーガスガス、オランダのWPサスペンション、KTM Technologies GmbH、KTM Innovation GmbH（AI・ソフトウェア開発）、KTM Immobilien GmbH（不動産）なども同一グループ企業である。
1995年から「Ready to Race」を標榜し、競技に直結したバイクを多くラインナップしている。特にオフロード系競技を得意としており、同社のオフロード車はモトクロス世界選手権やエンデューロ世界選手権、ダカール・ラリー、AMAスーパークロスなどで好成績を収めてきた。一方、創業当初よりオンロード用のロードスポーツモデルやスクーターも多数製造している。オフロード/オンロードモデルの製造比率は2015年時点で半々程度となっている。
同一グループ内のKTM Sportcar GmbHは、KTMブランドのスポーツカーおよびレーシングカーの製作も行っている。またKTMブランドの足漕ぎ自転車も存在するが、これについては現在は全く資本関係のない別会社によって製造されている。
日本国内では1976年のISDT（国際6日間トライアル、現在のISDE）でKTMに乗りシルバーメダルを獲得した西山俊樹が国内にKTMのオートバイを紹介し知られるようになった。1983年に当時の社長であったエーリッヒ・トゥルンケンポルツから要請を受け、西山が経営する株式会社トシ・ニシヤマが総代理店となった。1990年代には自転車も少数が輸入された。2002年にオートバイは現地法人となるKTM Japan株式会社（ドイツ語読みである「カ・テ・エム」を商号としている）が設立され輸入権が移った。自転車は株式会社和田商会が取り扱っている。

## 歴史

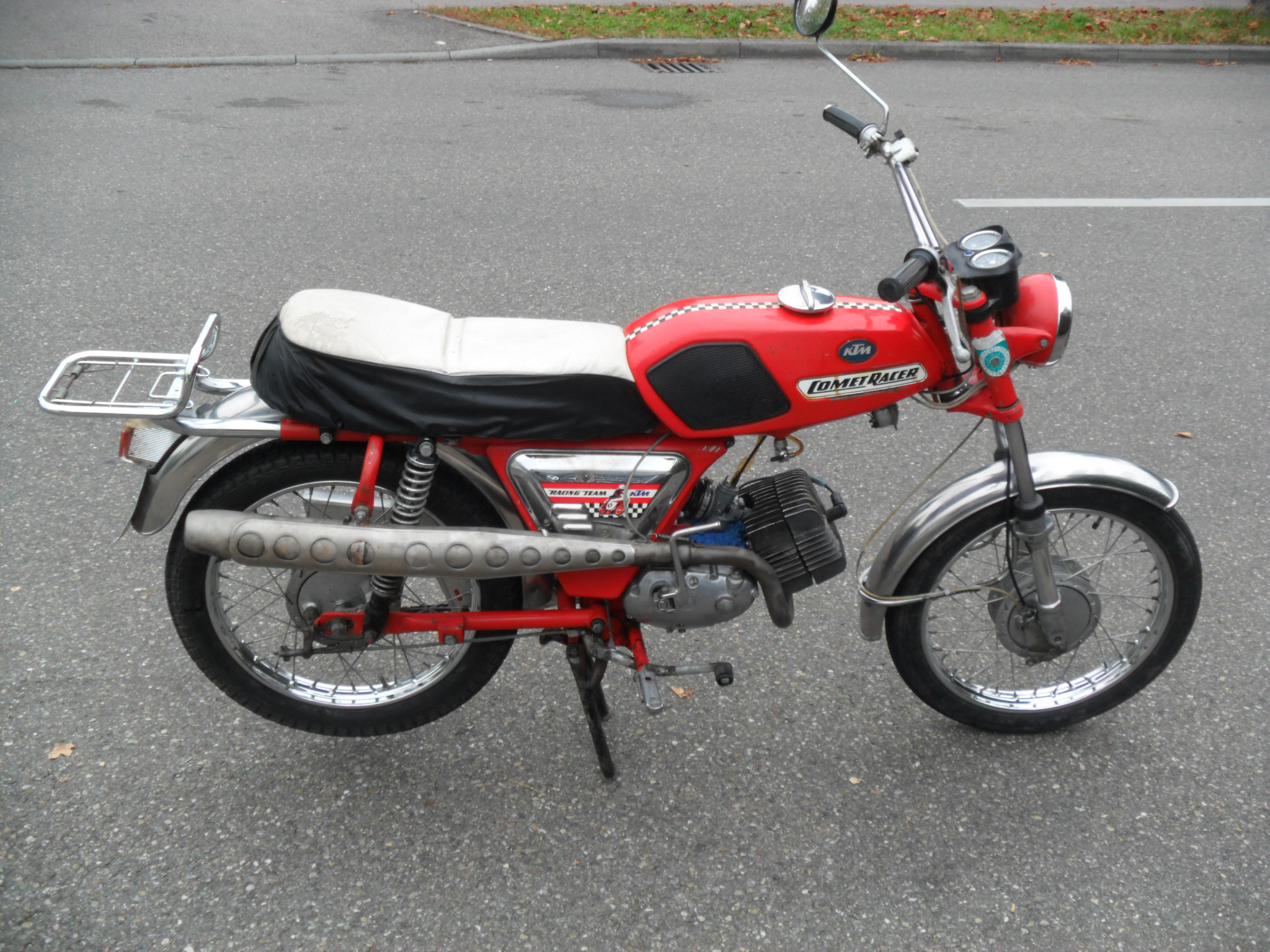
コメット・レーサー（1972年式）

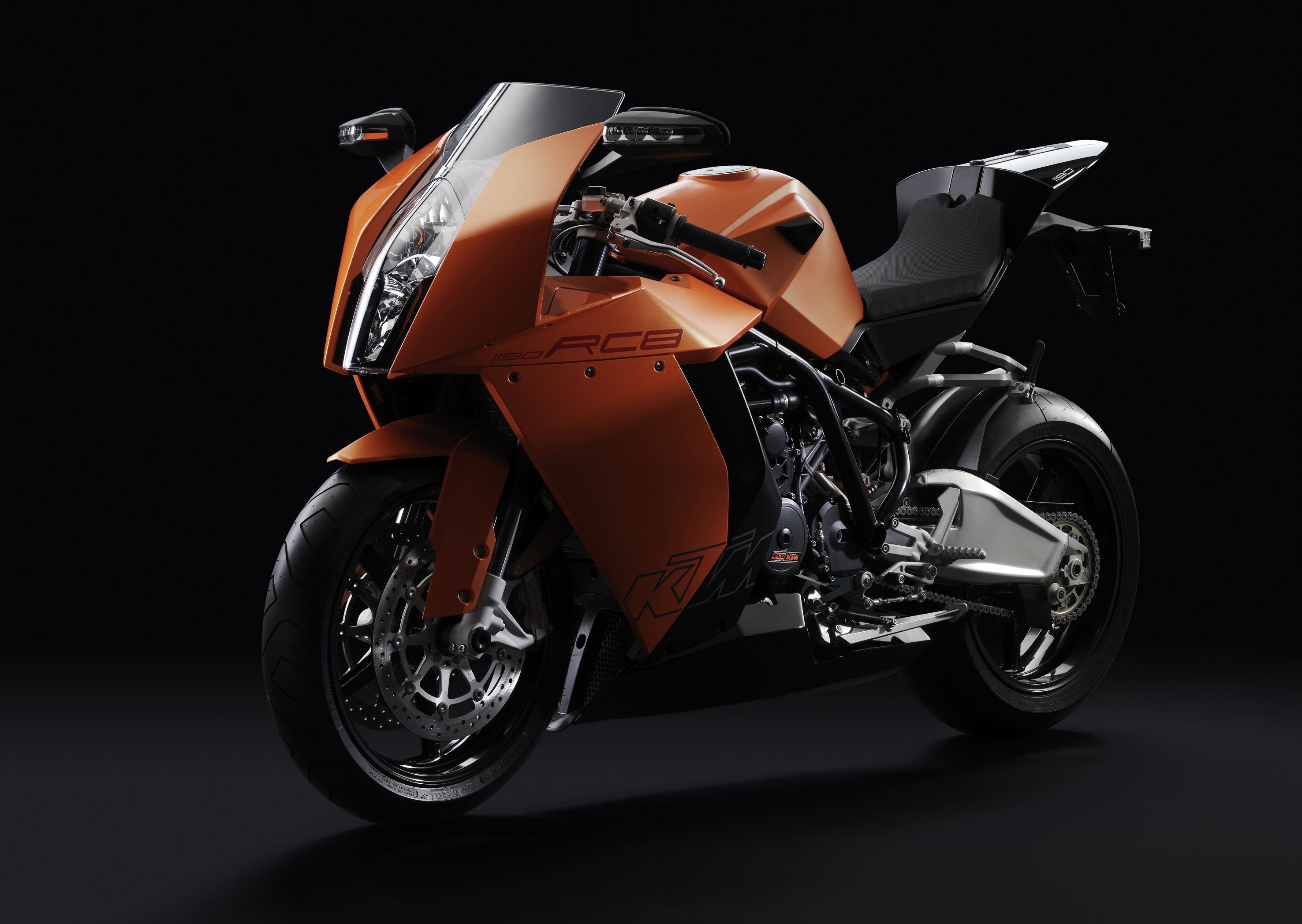
KTM 1190 RC8

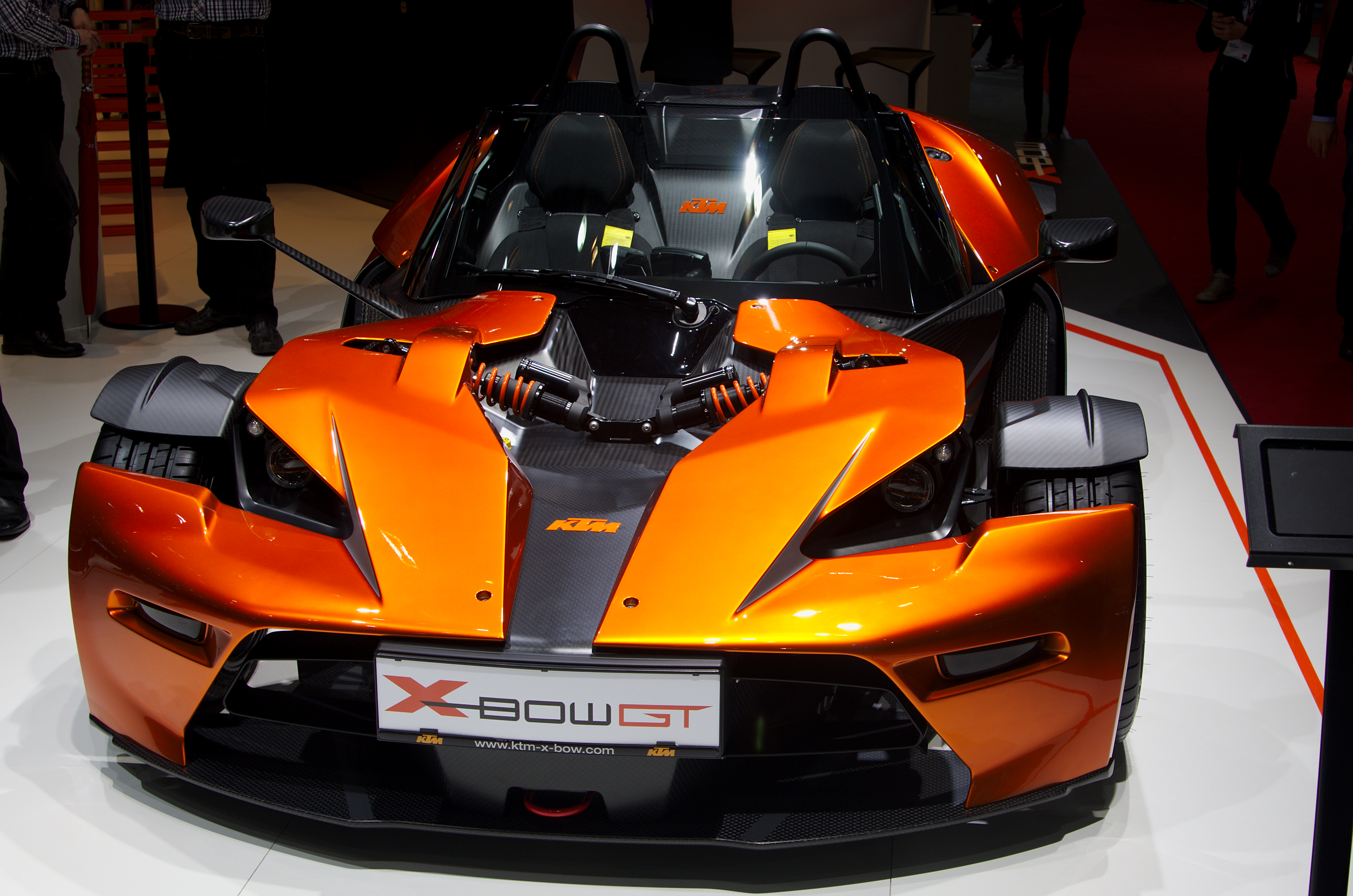
KTM X-bow GT

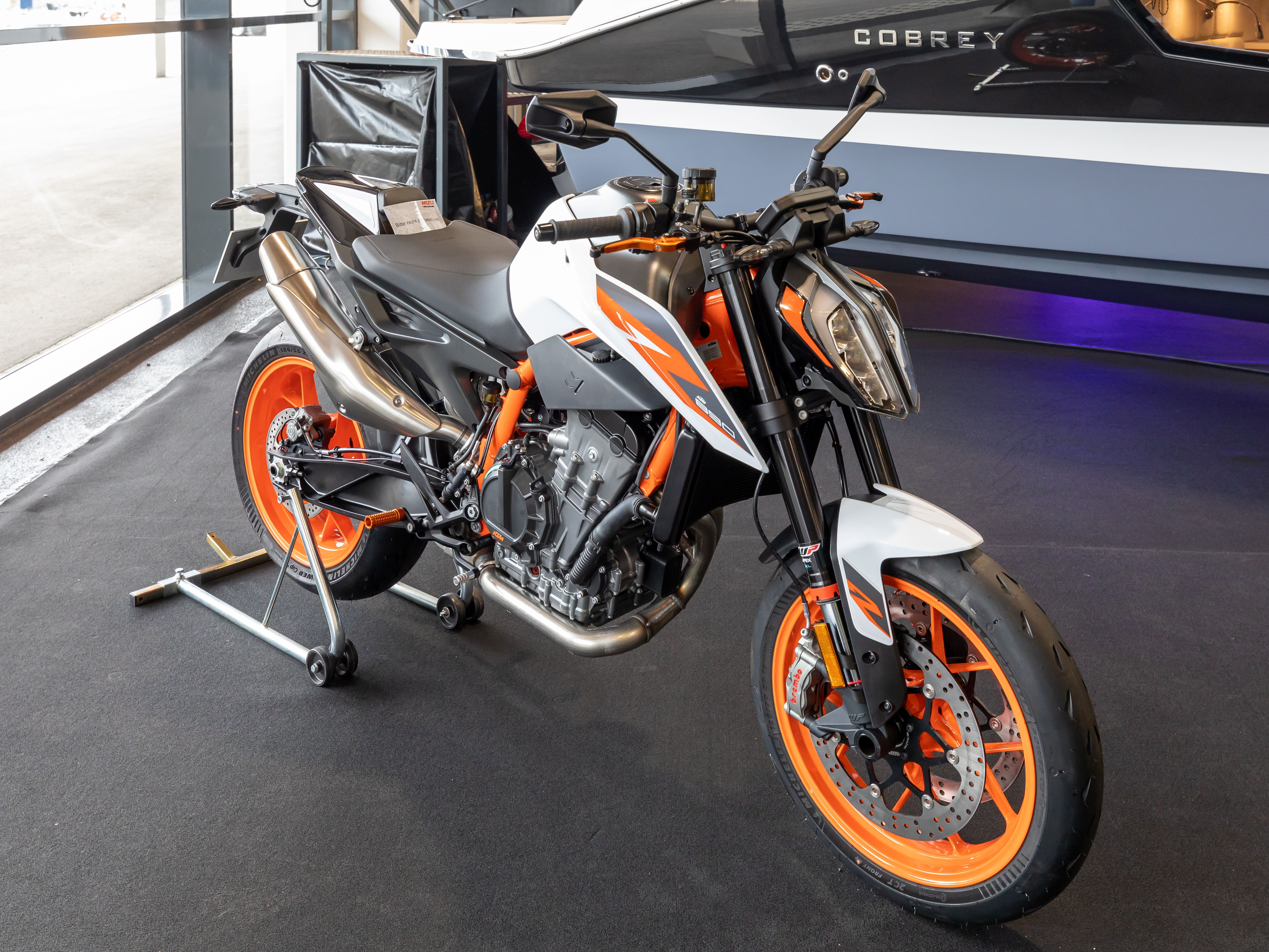
890デューク

1934年、エンジニアであるハンス・トゥルンケンポルツによってマッティクホーフェンに設立された。当初は自動車修理工場であり、後にDKWのオートバイとオペルの自動車の販売にも進出した。第二次世界大戦中はディーゼルエンジンの修理で繁盛した。
戦争が終わって仕事が減ると、1951年にロータックス（現在のBRP）エンジンを搭載した、最初の自社製オートバイのプロトタイプを製造し、1953年に発売した。R100は1953年のオーストリア125 cc選手権、ついで1956年ISDTを制覇するなどオフロードで活躍するが、ラインナップはオンロードモデルやスクーターなどが主力であった。また初期はMVアグスタのエンジンも使用したが、後に自社開発エンジンへと切り替えられた。
1953年まではKTMとしての製作は行われておらず、金属加工会社「クラフトファールツォイク・トゥルンケンポルツ・マッティクホーフェン」（Kraftfahrzeug Trunkenpolz Mattighofen, Kraftは製造、Fahrzeugは乗り物の意）として、従業員20名で1日3台のペースでオートバイ製作をしていたが、1954年にその頭文字を取った「KTM」ブランドとしてのオートバイ製造を始めた。1955年には実業家であるエルンスト・クロンライフ (Ernst Kronreif) が同社の主要株主になったことにより、クロンライフ・ウント・トゥルンケンポルツ・マッティクホーフェン (Kronreif & Trunkenpolz Mattighofen) に改名した。
クロンライフは1960年に、ハインツも1962年に亡くなり、ハインツの息子エーリッヒ・トゥルンケンポルツが会社を継いだ。
1950年代末に欧州では四輪乗用車がブレイクスルーを起こし、「二輪は貧しい人々のもの」という風潮がドイツを中心に広まり始めて二輪車販売は危機を迎えた。ドイツの競合他社が小型乗用車に活路を求めて失敗する中、KTMは二輪に忠実であり続けた。レースのワークス参戦や大型バイクについては撤退せざるをえなかったが、オーストリア軍向けの「マスタング」の受注により危機を回避し、さらには運転免許が不要な50 cc市場の成長を予想して発売したメッキー、その後継であるポニー、コメットといったバイクたちがヒットを起こした。ポニーは間もなくポニーIIに進化し、26年間に渡って生産され続けることになる。
1971年までにKTMは400人の従業員と42種類のオフロードバイクのラインナップを持つ規模にまで成長し、1978年には北米法人も設立した。1980年に社名を「KTMモトーア・ファールツォイクバウ」(KTM Motor-Fahrzeugbau KG) とした。
1980年に入ると日本メーカーの大躍進に遭って売り上げは急落。糊口を凌ぐために自動車のラジエーター製造に進出した。1989年には22万台のラジエーターを製造するようになったが、それでも状況は好転せず、1988年までに原付バイクやスクーターから撤退。また1989年にエーリッヒが58歳で急逝した。
1991年には破産申請にまで追い込まれ、1992年にKTMは以下のオートバイ、自転車、ラジエーター・工具の4つの事業体に分割・解体された。
- KTM Sportmotorcycles GmbH（オートバイ部門）
- KTM Fahrrad GmbH（自転車部門）
- KTM Kühler GmbH（ラジエーター部門）
- KTM Werkzeugbau GmbH（工具部門）

このうちラジエーター部門はイタリアのC.L.S.産業持株会社の手に渡ったが、生産は他のKTM同様マッティクホーフェンで継続された。工具部門は早期にバイク部門に吸収された。自転車部門は1995年に再び破産危機を迎えたが、台湾出身の女性経営者キャロル・チェンに買収され、以降現在まで生き残っている。
1994年にオートバイ部門はKTM Sportmotorcycleに改名した。
KTMの再建を目指してシュテファン・ピアラー率いるクロス・ホールディングスや投資家グループにより設立された持株会社KTMモトーアラートホールディングスGmbH（現在のKTM AG）の下で経営が再開されると事業は好転し始め、得意のオフロードバイクや新シリーズ「デューク」などがヒットした。この頃はドイツとアメリカが主な輸出相手国だった。
このころからKTMのオートバイはザルツブルクに拠点を置く従業員100名以上の企業であるキスカデザインによって設計されている。現在のコーポレートカラーである鮮やかなオレンジ色も、キスカにより1996年から採用された。キスカは後にKTMモトーアラートホールディングスが50％の株式を取得し、同一グループ入りして現在に至っている。
1995年にKTMモトーアラートホールディングスは、ハスクバーナの退職者によって設立されたフサベルと、オランダのサスペンションメーカーであるWPサスペンションを買収した。
1999年にクロス・ホールディングスによりCross Bepeiligungsverwaltungs-AGが設立され、KTM Sportmotocycleの99.7%の株式を購入して上場。その後KTMモトーアラートホールディングスは「KTMグループGmbH」となって証券取引所から撤退。2004年にクロス・ホールディングスはKTMグループの株式を買い戻した。クロス・ホールディングスは親会社のクロス・インダストリーズにモータースポーツやオートバイを除く事業を譲渡し、2005年に「KTMパワースポーツAG」に改名。KTMグループGmbHはKTMパワースポーツAGに吸収される形で消滅した。
2000年代に入って、排気ガス規制によりライバルの日本メーカー勢が次々に2ストロークエンジンの生産を諦める中、KTMは2004年にシュテファン・ピエラーが2ストロークエンジン車の販売を続けていくと明言。最終的にこれが奏功し、現在までオフロードバイク市場における日本メーカーのシェアを大きく食うこととなった。
2005年にポラリス・インダストリーズとのパートナーシップを締結し、ポラリス側がKTMパワースポーツAGの株式を24%取得した。両社は国内市場以外に双方での海外市場開拓（KTMは北アメリカ市場を、ポラリスはヨーロッパ市場）を目論んだ。両社は将来的な合併を目指していたと見られていたが、KTMが独立性を維持する意向を示したため、提携解消となった。コールオプションが行使可能になる2007年秋までに株式所有の決定を早めることが両社にとって最善の利益になるということで合意し、2007年6月までにポラリスのKTM株の売却が行われた。この時ポラリスにはATV（全地形対応車）用450 cc、525 ccのRFSエンジンを供給している。
2007年11月、インドのバジャージ・オートがKTMパワースポーツAGの株式14.5％を取得した。KTMは水冷4ストロークの125 ccと250 ccのエンジンの共同開発を、バジャージはインド国内や近隣諸国でのKTM製品の販売に対する供給の協力協定を締結し出資率が20%に上がり、2009年には31.72%、2011年には39.03%へと引き上げ筆頭株主となった。2008年にKTMスポーツカーGmbHが設立され、KTMブランド初の四輪乗用車モデルであるX-bow（クロスボウ）を発売した。
これに伴い2008年1月にヨーロッパ、極東向けの新型125 ccオートバイの共同開発を行うとバジャージ・オートが発表し、2011年より Duke125/200 がバジャージによりインドで生産されている。
2008年にスポーツATV市場に4車種を投じて参入したが、リーマン・ショックの直撃を受け、短期間で市場から撤退した。
2009年に、当時オーストリアの投資家グループの手に渡っていたラジエーター部門のKTMキューラーを買収して取り戻した。ドイツのサプライヤーであるマーレがKTMキューラーの自動車事業を引き継ぎ、工場はマッティクホーフェンのまま、マーレブランドでの販売を行っている。また二輪事業は同じクロス・インダストリーズAGグループ内のWPサスペンションが吸収し、KTMキューラーはWPラジエーターとなった。現在、ムンダーフィングにあるWPの工場では年間30万台のラジエーターが製造され、隣接するKTMのマッティクホーフェン工場や欧州バイクメーカー、さらにはランボルギーニやフェラーリ、アウディ・R8にも供給されている。
2012年にKTMパワースポーツAGは「KTM AG」へ改称された。
2013年に旧ハスクバーナを買収。フサベルは事実上元の鞘に収まる形となり、両ブランドはハスクバーナに統一された。KTMのオートバイはこの時期大きな成長を見せ、2014年にBMWを抜いて欧州ブランドとしては最大生産台数を誇るブランドとなった。
また2011年に中国のCFMOTOと提携に合意し、2013年から複数の合弁事業を開始。以来KTMの中国生産や、KTM車のプラットフォームを利用したCFMOTO車の開発を行っている。
2016年にクロス・インダストリーズAGはKTMインダストリーズAGへ名称を変えた。
2018年にKTMは、従来アプリリアしか実現できなかった2ストロークエンジン用燃料噴射装置の「TPI」を開発。オフロードバイクに搭載して発売した。
2019年にKTMはスペインのガスガスを買収した。同年末にKTMインダストリーズAGは、ピエラー・モビリティAGへと再び名称を変えた。
2021年3月、ホンダ、ヤマハ、ピアッジオ（イタリア）の3社とともに、電動二輪車のUNECE規格に沿った互換性のある交換式バッテリーの共同開発事業を立ち上げると発表した。
同じく2021年にバジャージは、KTMの株式を手放してピエラー・モビリティの株式を同程度取得したことで、間接株主となった。
2022年に、経営再建を終了したMVアグスタと提携を発表し、2023年からKTMジャパンでMVアグスタ車の取り扱いが始まった。
2023年には買収や投資も手伝ってピエラー・インダストリーグループの連結売上高は過去最高の35億9千7百万ユーロ、ピエラー・モビリティAGも過去最高の売上高26億6千百万ユーロと自動二輪販売台数38万2千台（うちKTMブランドは28万台）を記録した。
2024年11月には、23年8月比で約1/6以下となるピエラー・モビリティAGの株価下落、ピエラー・モビリティAG自動二輪部門の前半期比較で売上27%減、台数21%減、EBITDA利益マイナス化（1.79億→-1.02億ユーロ）となる大幅な減収減益、過剰生産による約26万5千台の在庫を抱えるなど財政状況が悪化し、中間資金調達が不可能として11月29日にKTM AGとその子会社であるKTM Forschungs & Entwicklungs GmbHとKTM Components GmbHの自己管財による司法再建手続きが申請された。申請時点での負債はKTM AGが27億4千万ユーロ、KTM F&Eが1億5百万ユーロ、KTM Componentsが7千9百万ユーロ、3社総額で約29億ユーロだった。12月には再建策の一環として、25年2月までのMotoGPバイクの開発凍結、2025年2月までの生産ライン停止を12月中に開始すること、3月に株式の過半数を取得していたMVアグスタの全関連株式の売却、2026年限りでのMotoGPおよびMoto3／Moto2からの撤退計画が明らかになった。

## モータースポーツ
上述の通り、KTMはオンロード/オフロードの双方のモデルを生産してきたが、競技で華々しい実績を残したのは主にオフロードの方であった。モトクロス、エンデューロ（スーパーエンデューロ、ハードエンデューロを含む）、スーパーモト、クロスカントリーラリーなど、トライアルを除くあらゆる世界選手権で多数のタイトルを獲得した。
モトクロスとエンデューロでは、1972年にソ連政府によりCZからの乗り換えを許可されたグェナディ・モイセーエフを起用し、1974年、1977年、1978年に250 cc選手権で世界タイトルを獲得。それ以来モトクロスの各クラス合計で、2020年末時点で96回、エンデューロでは114回のタイトルをそれぞれ獲得した。2018年にエンデューロGP（世界選手権）から撤退して、より注目度の高いハードエンデューロへと転向したが、2022年にエンデューロGPに復帰した。
ダカール・ラリーにはオーストリア人モトクロス世界選手権王者のハインツ・キニガードナーの働きかけにより、1994年から参戦を開始。デビュー年は4位が最高位で、1996年にジョルディ・アルカロンズが2位を獲得。2001年のファブリツィオ・メオーニの優勝以降は連覇を続け、大会が中止となった2008年を挟み、2019年まで18連覇を達成した。KTMは大量のマシンをプライベーターにも広く供給したため、1998年大会は2位から12位までをKTMが、2006年大会は上位30台中27台がKTMで占めたこともあった。2000年代は有力なワークスがいなかったということもあったが、2010年代のホンダ・ヤマハのワークス復帰後もKTMは彼らを退け続け、ヤマハには復帰後一度も優勝を許すことなく撤退に至らせた。2020年・2021年はホンダに優勝を許して20連覇はならなかったが、2023年は再びKTMが勝利して、王座を奪回している。2023年にはダカール参戦30周年を迎えた。
クロスカントリーラリー世界選手権（現在の世界ラリーレイド選手権）では1999年から2011年まで12連覇を達成している。スーパーモトでも2000年代に4度世界タイトルを獲得した。
ロードレースでは未舗装の公道で開催されていた初期のイベントに参戦が見られたが、本格的な参戦は21世紀に入ってからである。手始めにロードレース世界選手権で、125 ccクラス（2003年 - 2009年）と250 ccクラス（2005年 - 2009年）に参戦した。2012年に125 ccクラスがMoto3クラスへ改められるとAjoモータースポーツを支援する形で復帰し、複数のタイトルを獲得した。2017年からMoto3クラスに加え、最高峰のMotoGPクラスへRC16を投入し、さらにMoto2にもフル参戦。一時的にMoto3クラス、Moto2クラス、MotoGPクラスの3クラスにワークスチームを送り込む唯一のメーカーとなったものの、Moto2へのフレーム供給は2019年で終了した。KTMはMoto3クラスで5回（うち2回はカスタマーチーム）の年間タイトルを獲得しており、MotoGPクラスでは2020年に初のイベント優勝を挙げている。
市販のロードスポーツを用いるカテゴリ（スーパーバイク/スーパーストック/スーパースポーツ）ではRC8がドイツ選手権で一時代を築いたが、そのほかはごくまれにプライベーターによる参戦が見られる程度で、結果は残せていない。
2007年からレッドブルとの提携により「レッドブル・ルーキーズ・カップ」を設立し、若手の育成も行っている。
日本人ライダーでは青山博一や小山知良、長島哲太、佐々木歩夢や鳥羽海渡など多くがKTMのワークスからMoto3や250 ccクラスで参戦した。ダカールでも1990年代 - 2000年代に多くの日本人ライダーがプライベーターとしてKTMを駆った。三橋淳もKTMジャパンの支援で参戦した。
全日本ロードレース選手権では2014年からJ-GP3にKTMジャパンがMoto3マシンを流用して参戦。2019年から聴覚障害者の高杉奈緒子が「TEAM NAOKO KTM」として同クラスに参戦している。
2020年代は、事実上KTM傘下のブランドとなっているハスクバーナやガスガス、提携先のCFMOTOがKTMのマシンをリバッジして参戦する事例も増えている。

### カラーリング
1996年からKTM公式チームのチームカラーはオレンジ色、黒、銀色であり、これにより力強いブランドイメージを創り出している。明るいオレンジ色のラジエーターシュラウドにKTMと描かれているのも特徴である。工場出荷時点で、エンジンオイルがモトレックス製であることから、エンジンの一部に同社ステッカーが貼られている。当時オレンジ色を用いるメーカーがいなかったことが採用の一つの理由で、当初は激しい賛否の声に晒されたが、モトクロスでの活躍によりすぐに馴染んでいった。
2000年代前半のラリーレイドにおけるKTMワークスは、フランスのタバコメーカーであるゴロワーズがスポンサーについていたため、深めの青一色もしくは青基調で差し色にオレンジというカラーリングを用いた。
同じオーストリアの企業であるレッドブルとは密接な関係を保っており、ほとんどの場合にワークスチームのメインスポンサーになっている。2019年はMotoGPクラスのマシンカラーをレッドブル系F1チームと同じにして、ワークスをレッドブル・レーシング風の「紺」、サテライトのテック3をスクーデリア・トロ・ロッソ風の「青」に分けた。

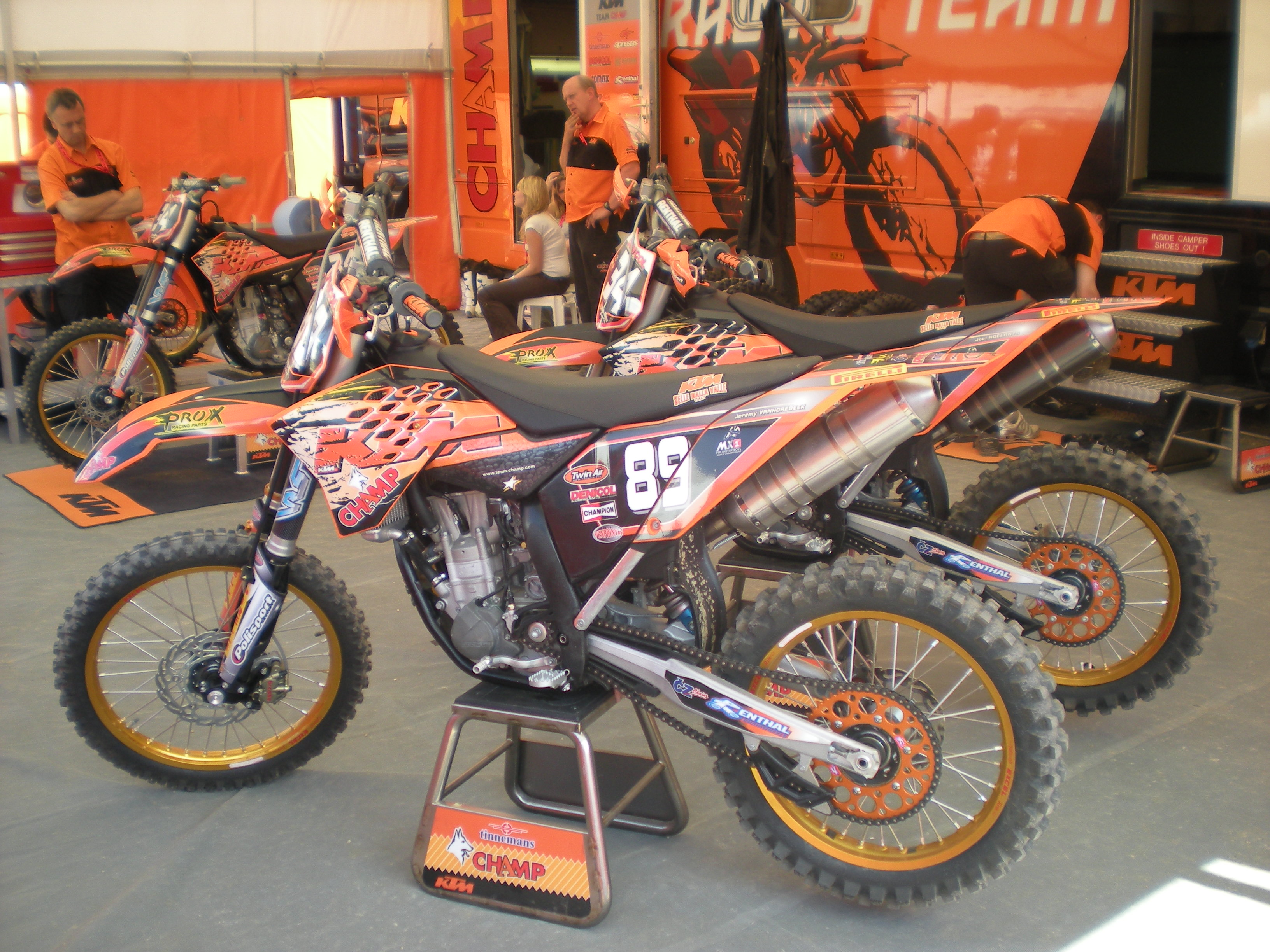
KTM SX-F（2001年）
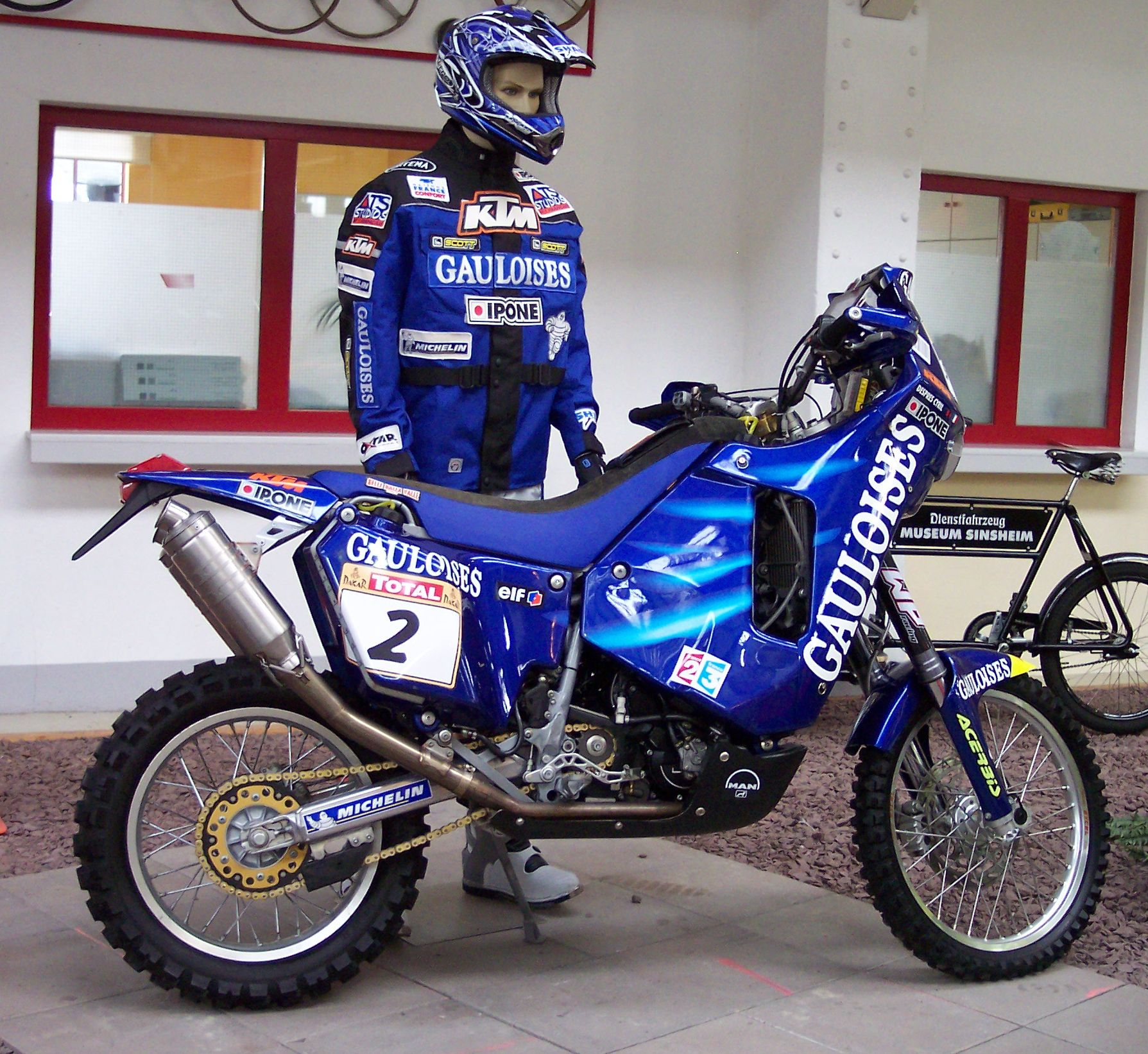
ゴロワーズカラーのKTM 660ラリー（2005年）
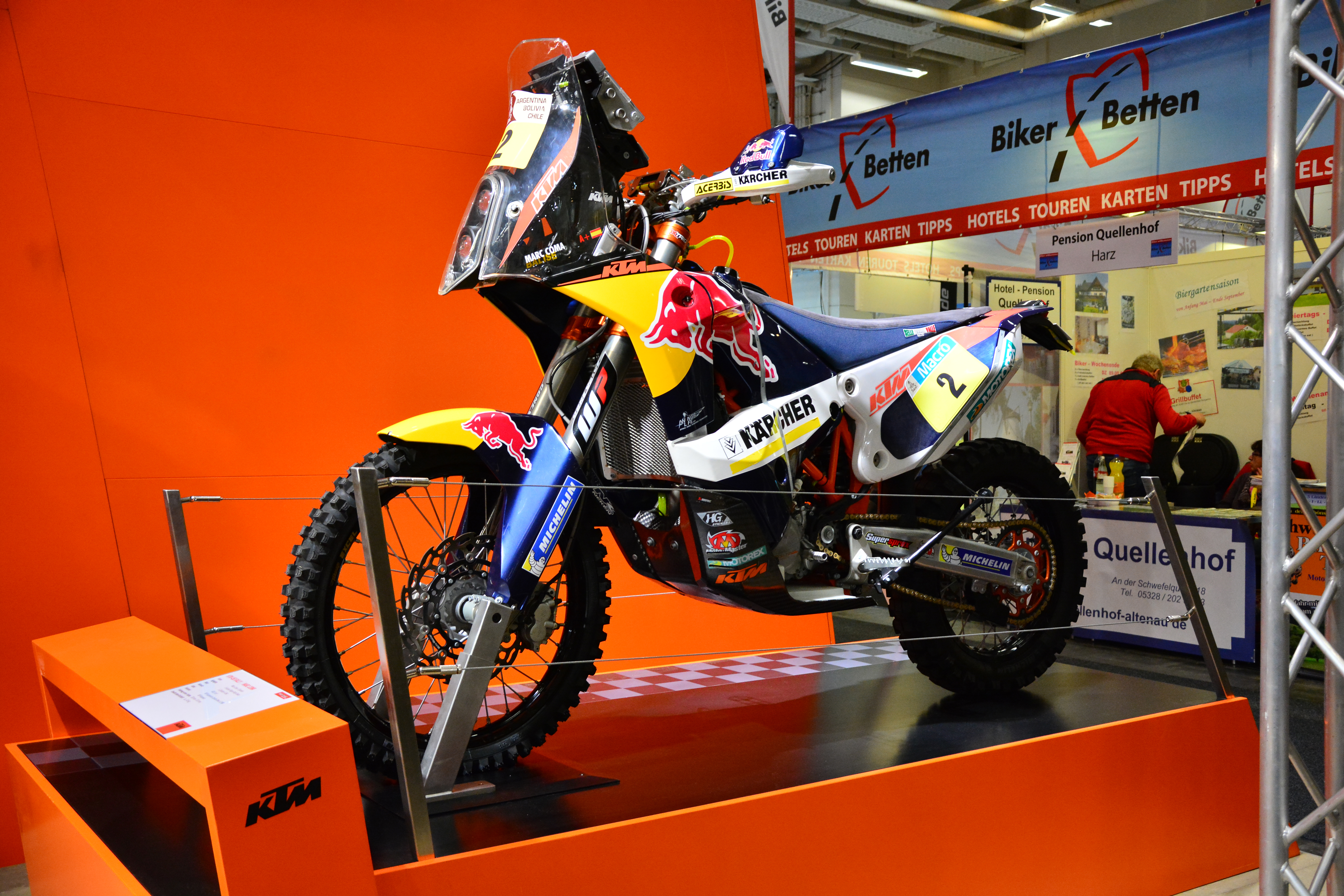
KTM 450ラリー（2015年）
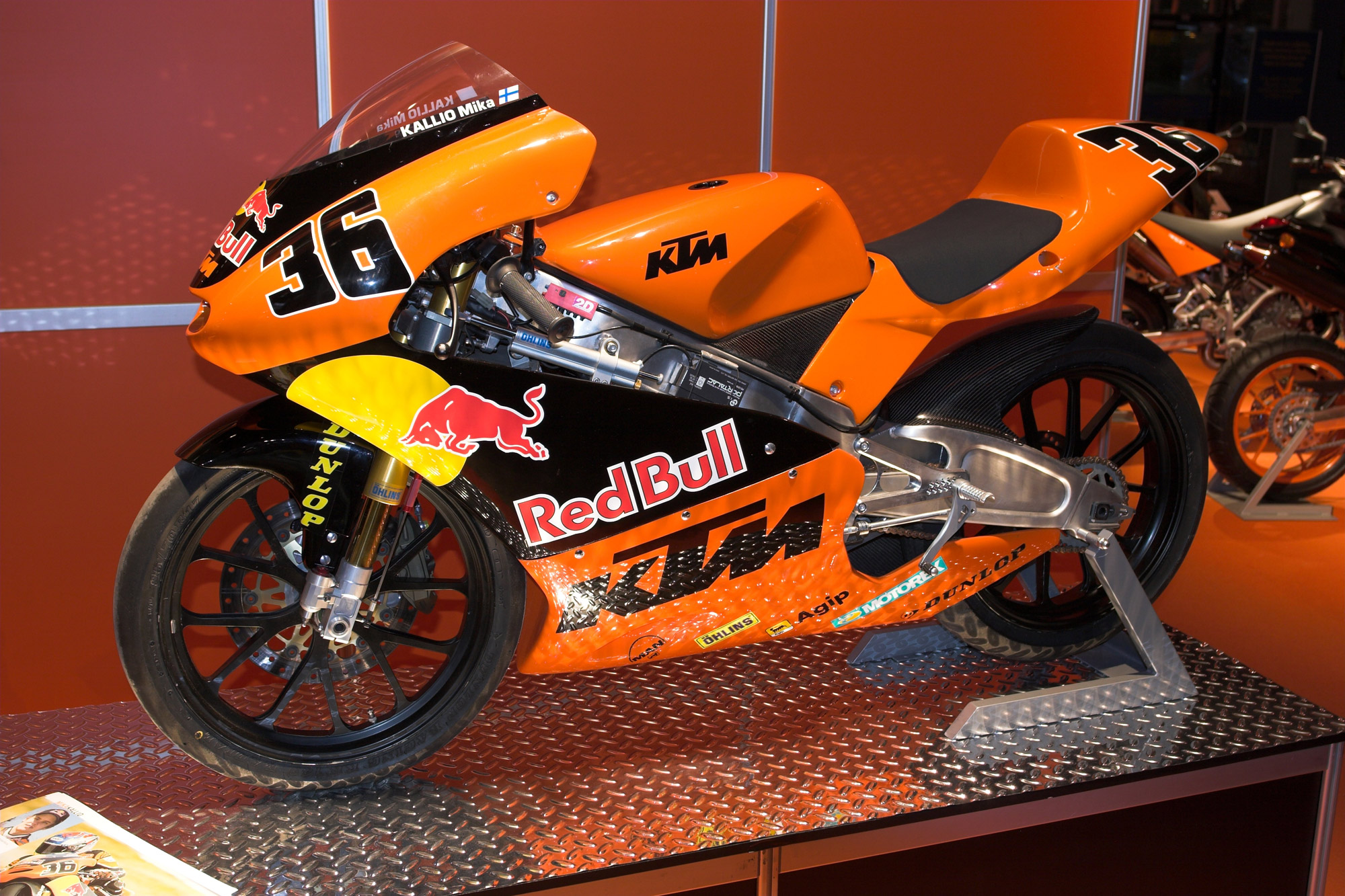
KTM 125 ミカ・カリオ仕様車（2006年）
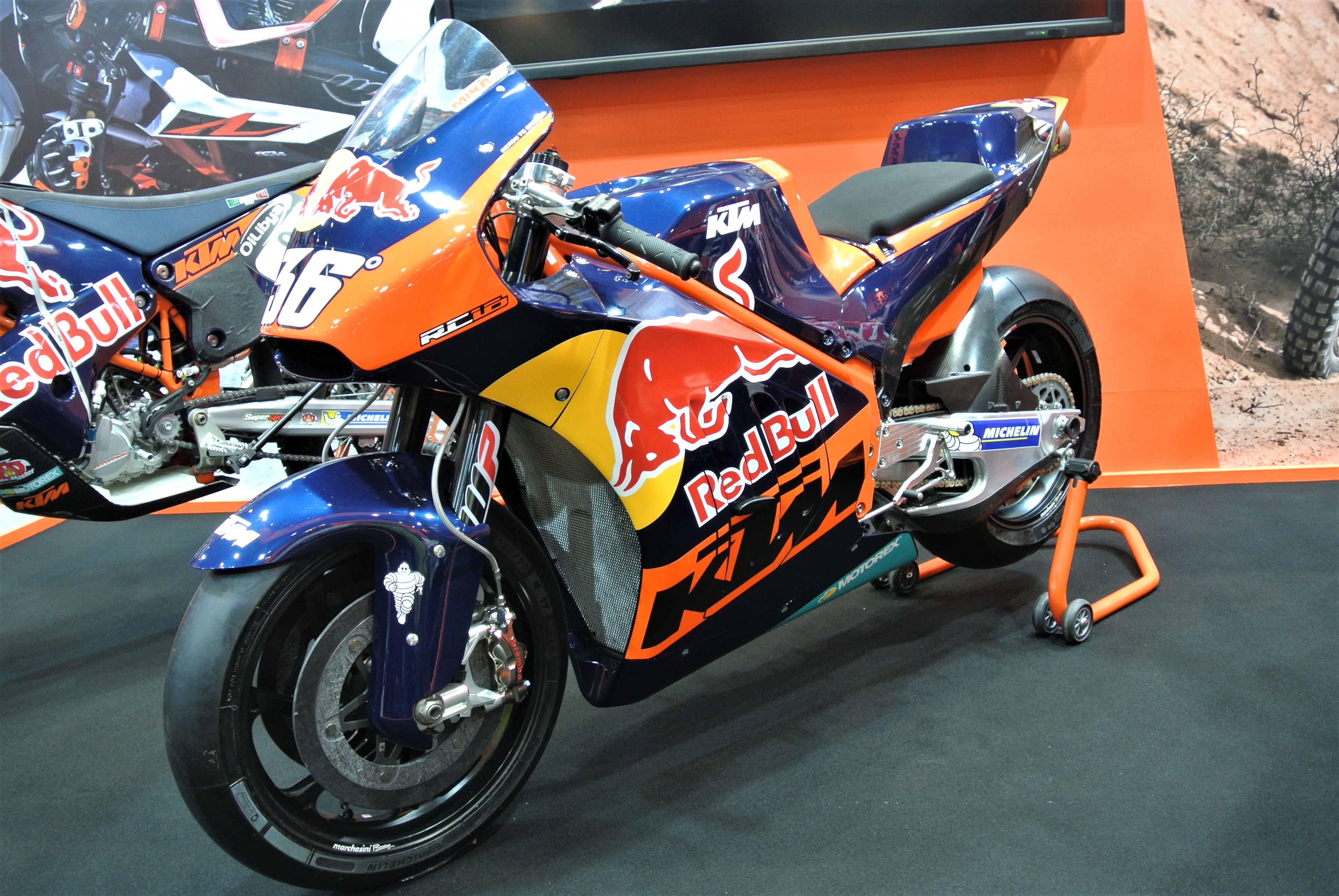
KTM RC16（2017年）

## 沿革
- 1934年 - マッティクホーフェンにて創業。
- 1953年 - オートバイの生産を開始。
- 1955年 - ザルツブルク - リーフェリングの高速道路サーキットで行われた第1回ルパート・ホラース記念ロードレースに参加。
- 1956年 - ISDT（国際6日間トライアル）に参戦し優勝。
- 1962年 - 創業者ハンス・トゥルンケンポルツ死去。
- 1964年 - ワークスチームが復活し、ISDTへ参戦。
- 1970年 - 自社開発エンジンの製造を開始。
- 1974年 - ゲンナーディ・モエセフにより、KTM初のモトクロス世界選手権でのチャンピオン獲得。
- 1976年 - 西山俊樹がISDTでKTMに乗りシルバーメダルを獲得。
- 1983年 - トシ・ニシヤマが日本総代理店となる。
- 1987年 - 初となる4ストロークエンジンのLC4を発売。
- 1992年 - KTM Motor-Fahrzeugbau倒産。バイク部門はKTM Sportmotorcycleとなる。
- 1994年 - シェーン・キングがMX500にて世界チャンピオンを獲得。ダカール・ラリーへの参戦を開始。
- 1995年 - フサベル、WPサスペンションを買収。
- 1998年 - マッティクホーフェンに新しい工場を建設。
- 1999年 - FIMクロスカントリーラリー・ワールドカップを制覇。以降2010年まで12連覇。
- 2000年 - 8つの世界タイトル（モトクロス3クラス、エンデューロ5クラス）中、6つの世界タイトルを獲得。フランスに販売子会社を設立。
- 2001年 - ダカールラリーの二輪部門で初優勝。この年以降、大会が中止となった2008年を挟んで2019年まで18連覇を達成。
- 2002年 - KTMジャパン設立。
- 2003年 - ロードレースプロジェクトを再開し、ロードレース世界選手権 (MotoGP)・GP125クラスに参戦。KTM初の2気筒エンジンを搭載した950 ADVENTURE/990 SUPER DUKEの発売を開始。
- 2004年 - マレーシアGP（セパン・インターナショナル・サーキット）にてMotoGP・GP125クラス初勝利。 KTM初となる純粋なロードモデル、990 SUPER DUKEの販売を開始。
- 2005年 - MotoGP・GP250クラスへの参戦を開始。売上5億ユーロを突破。
- 2006年 - MotoGP・GP250クラスで青山博一が勝利。
- 2008年 - 同社初の四輪スポーツカー、クロスボウの発売を開始。MotoGP・GP250クラスより撤退。
- 2009年 - バジャージ・オートが31.72%の株を取得し筆頭株主になる。KTMキューラーを買い戻して吸収。
- 2012年 - MotoGP・Moto3クラス（旧GP125クラスの後継）へ参戦開始。以降2014年まで連続してマニュファクチャラーズタイトル獲得。
- 2014年 - フサベルとハスクバーナが統合して誕生した新生ハスクバーナを子会社化。
- 2017年 - 最高峰のMotoGPクラスに参戦開始。
- 2020年 - 最高峰のMotoGPクラスにおいて初優勝。
- 2021年 - バジャージ・オートが間接株主化。
- 2022年 - MVアグスタとの提携を発表。

## その他
2004年、俳優のユアン・マクレガーとチャーリー・ブアマンが出演するテレビドキュメンタリーシリーズ『Long Way Round』が、ロンドンからニューヨークまで2万マイルの冒険を企画し、オートバイ（KTM・950アドベンチャー）を含めた全面的なサポートをKTMに打診した。しかしKTMは成功の見込みに確信が持てず、支援を断った。代わりにBMWがこの冒険のためにR1150GSを寄付した。この冒険は成功してGSの大きな宣伝となり、KTMはチャンスを逃した。